# Кобзар
Кобза́р — український народний співець та музикант. Кобзарі були творцями, хранителями і передавачами епічної традиції у формі історичних пісень, дум (мелодійних речитативів змінюваних форм), релігійних піснеспівів, моралізаторських пісень, а також казок та переказів, супроводжуваних грою на кобзі, лірі або бандурі, звідки інша їхня назва — лірники або бандуристи. Значення їх для українського народу можна порівняти зі значенням давньогрецьких поетів у давній Греції, арабських поетів для Аравії, або степових співців-акинів для людей Середньої Азії, Монголії і Казахстану.
Кобзарство — символ української національної культури, непереможності й нескореності, волелюбної вдачі українського народу, чистоти його духовних помислів. Кобзарство — унікальне явище не лише української, а й світової культури. Його носії — кобзарі, впродовж століть зберігали духовний генофонд народу, будили в ньому національну свідомість, передавали тисячолітню мудрість, розкривали правду життя, закликали до активності, згуртованості.
5 грудня 2024 року, на 19-й сесії Міжурядового комітету ЮНЕСКО, що відбулася в Парагваї, українське кобзарство офіційно визнано всесвітньою нематеріальною культурною спадщиною людства.

## Історія
Мета народних співців (поетів і музик) було надзвичайно велике для розвитку людства, особливо в дописьмову епоху. Адже саме вони зберігали і передавали наступним поколінням найважливіші знання про минуле і світогляд їхніх предків, у найдоступнішій формі, яка легко запам'ятовується — пісень-оповідань. Недаремно вони існували у всіх народів — скальди у вікінгів Скандинавії, поети-кіфареди у Стародавній Греції, трубадури у середньовічній Європі, поети-співці Аравії, співці-акини Великого Степу, руські кобзарі, лірники і гуслярі. Багато підручників з філософії твердять, що саме в середовищі поетів у Стародавній Греції зародилась філософія, арабські поети (так само як і поети інших народів) мали велике значення у формуванні загальноарабської народної мови. Звернемо увагу, що в стародавні часи народні співці виконували функцію новинарів, незалежних від влади масмедіа. Постійно подорожуючи саме вони знали останні новини і могли ними поділитися, попередити людей про небезпеку нападу чужинців, феодалів тощо. Так само як і журналісти в нинішніх суспільних умовах, вони розуміли, що є у певному розумінні владою і тому вимагали належного ставлення до себе. У свою чергу, релігійна і світська влада намагалася обмежити їх вплив, щоб поставити під контроль передачу інформації на підконтрольних їм територіях. Про це можна зустріти згадки в літературі, зокрема художній. Напр. Костянтин Паустовський у своїх спогадах згадує випадок з свого дитинства, під час перебування на українському Поліссі (кінець XIX — початок XX ст.) коли одного лірника вигнали з двору одного поміщика і жорстоко побили. У відповідь невідомі спалили його маєток.

### Основи
Вчені вважають що Кобзарство своїм корінням сягає часів Київської Русі. «Генеалогічне дерево наших українських бандуристів дуже високе, — писав Гнат Хоткевич. — Прямий їх попередник — се віщий Боян, «соловій старого времені.» Попередниками кобзарів були також музиканти, зображені на фресках у Софії Київській. З князівських часів дійшло до нас ім'я Мануйла, «певца гораздого». У Галицько-Волинському літописі згадується, що у 1240 році жив і творив при дворі галицького архієпископа співець Митуса.
Організоване кобзарство побутувало на терені Гетьманщини і як феномен мало своє початок десь в околиці  Комишня, Миргорода та Зінькова десь в 1750 рр.
Згідно поетичного, щодо козака-бандуриста, визначення Василя Шевчука:

### Репертуар
Кобзарі були творцями славнозвісних дум та історичних пісень, що відображали найважливіші події життя українського народу впродовж багатьох століть і закликали його на боротьбу проти поневолювачів. Сюжети дум та пісень про боротьбу проти турецько-татарських нападників і польської шляхти стали важливими історичними джерелами, створеними кобзарями — безпосередніми учасниками подій — під час походів або після них. Героями творів кобзарів ставали улюблені в народі історичні постаті: Самійло Кішка, Байда, Маруся Богуславка, Богдан Хмельницький, Петро Сагайдачний, Петро Дорошенко, Іван Богун… Кобзарі завжди прославляли бойові походи Війська Запорозького, а козаки над усе любили пісню. «На війну було йдуть з радістю, а з війни повертаються з музиками та піснями, чи поб'ють турка, чи пошарпають ляха, зараз же й пісню складуть на той випадок», — писав Дмитро Яворницький. Польський історик XVI століття Бартош Папроцький свідчив: «Козаки показували дивовижні штуки, співали, стріляли та грали на кобзах». Микола Гоголь вважав кобзарів охоронцями бойової слави України, талановитими поетами та літописцями. Безіменні народні співці передавали з покоління в покоління своє мистецтво, яке виховувало в народу патріотизм, почуття національної гордості, високу духовність. Недаремно Тарас Шевченко, який зізнавався, що як поет зростав на думах та піснях кобзарських, з поваги до цих народних співців назвав збірник своїх творів «Кобзар», а в повісті «Прогулка с удовольствием и не без морали» зауважив, що коли б грецький сліпець Гомер воскрес і послухав хоч одну думу у виконанні українського сліпого співця, «то розбив би на тріски свій козуб, званий лірою, і пішов би міхоношею до самого бідного нашого лірника».

### Організація
Незрячі співці утворювали братства або гурти на взірець ремісничих цехів. У братствах існували майстри й учні, які впродовж двох років опановували не тільки кобзарську майстерність, а й таємну так звану лебійську мову й мали дотримуватися встановлених корпоративних правил, порушення яких каралося. Незрячі кобзарі були не жебраками, що випрошують милостиню, а професійними виконавцями, які грою на бандурі та співом заробляли собі на життя.
Вступ до кобзарської спільноти (цеху) супроводжувався ритуалами «визвілка» й «одклінщина».
Історично склалися три типи кобзарів. Співці першого типу виконують думи та пісні, не вносячи у виконання творчого елементу, тобто співають і грають на кобзах так, як вони навчилися від своїх учителів. Другий, найпоширеніший тип — кобзарі-імпровізатори, які щоразу вносять у виконуваний твір якісь зміни, що залежать від їхнього таланту, а також від умов і часу виконання твору. До третього типу належать кобзарі-творці власних пісенних творів.

## Знищення та відродження
У 1930-их р. було розгорнуто кампанію боротьби проти українського націоналізму. Багато кобзарів були заарештовані та й зникли без сліду.
Відомості про те, що було скликано З'їзд кобзарів, після якого всіх учасників було знищено, досі офіційно не підтверджені.Наприкінці XX ст. Київський Кобзарський Цех почав відродження традиції Кобзарства.
Нині в Україні діє Національна спілка кобзарів України.

## Відомі кобзарі
Терміну «кобзар» в широкому побутовому значенні іноді включає не лише автентичних народних співців, але і придворних бандуристів, сліпих бандуристів, бандуристи які стилізують свою творчість під брендом кобзарства — кобзарі-артисти. Також до загальної категорії кобзарів можуть включати репродуктивні бандуристи які наслідують виконання та репертуар автентичних народних кобзарів. Іноді до категорії включають лірників, поетів та виконавці на оркестрових 4 струнних домр та круглих 6–7 струнних гітар які переіменували на кобз.
Короткий список найвідоміших кобзарів: Автентичні кобзарі:
- Остап Вересай
- Гнат Гончаренко
- Михайло Кравченко з Великих Сорочинців
- Петро Ткаченко
- Степан Пасюга
- Іван Кучугура-Кучеренко

Придворні бандуристи
- Григорій Любисток

Гайдамацькі кобзарі
- Данило Бандурка
- Грицько Кобзар
- Прокіп Скряга
- Михайло, Сокового зять
- Василь Варченко

Лірники
- Зезуля Семен

Кобзарі часів радянської влади
- Кушнерик Федір
- Євген Мовчан

Сліпі бандуристи
- Євген Адамцевич, автор «Запорозької похідної».
- Іван Запорожченко
- Перепелюк Володимир Максимович

Сучасні кобзарі-артисти
- Тарас Компаніченко
- Василь Григорович Нечепа
- Білий Дмитро Дмитрович
- Тарас Постніков

## Репертуар
Кобзарська «пісенна наука» містила:
1. Молитви, псальми і канти;-кожен співець (стихівничий, кобзар або лірник) до Одклінщин мусить знати не менше 12 псальмів.
2. «Журні» пісні — (наприклад, «Сирітка» тощо).
3. «Запросницькі» пісні;(наприклад, жебранки та інші).
4. «Причити»;(серед цього й голосіння).
5. «Сердешні подяки».
6. «Битовщини» — співані оповідання про життя буття.
7. «Старини» (билини) — співані оповіді про «богатирські часи».
8. «Козацькі псальми», або «козацькі пісні» — цей жанр із початку XIX ст. почали називати думами (серед дум — також і побутові — наприклад, «Про сестру та брата» тощо).
9. «Звичайні» — світські та обрядові пісні.
10. «Гуртоправські», «пияцькі», «гультяйські» та сороміцькі («срамні») пісні.
11. Крім «пісенної навуки», у кобзарському репертуарі є сила силенна інструментальних творів — танців, усяких козачків тощо.